# Museo Hermann Hesse
Il Museo Hermann Hesse è un museo che si trova a Montagnola, frazione del comune di Collina d'Oro, in Ticino. Il museo è dedicato al noto scrittore Hermann Hesse ed è stato creato nel 1997.

## Edificio
Il museo è collocato dal 1997 nella Torre Camuzzi, un edificio a breve distanza dalla Casa Camuzzi e facente parte di questo complesso. La collocazione del museo a Montagnola e nella Torre Camuzzi si lega al luogo di residenza dello scrittore che dal 1919 fino al 1962 visse a Montagnola prima a Casa Camuzzi dal 1919 e 1931 e poi nella Casa Rossa dal 1931 al 1962.

## Patrimonio
Il museo presenta una collezione permanente con fotografie, oggetti personali di Hermann Hesse e l'atmosfera della sua abitazione.
Oltre alla mostra permanente sono organizzate nella sede del museo anche esposizioni temporanee, conferenze e incontri.

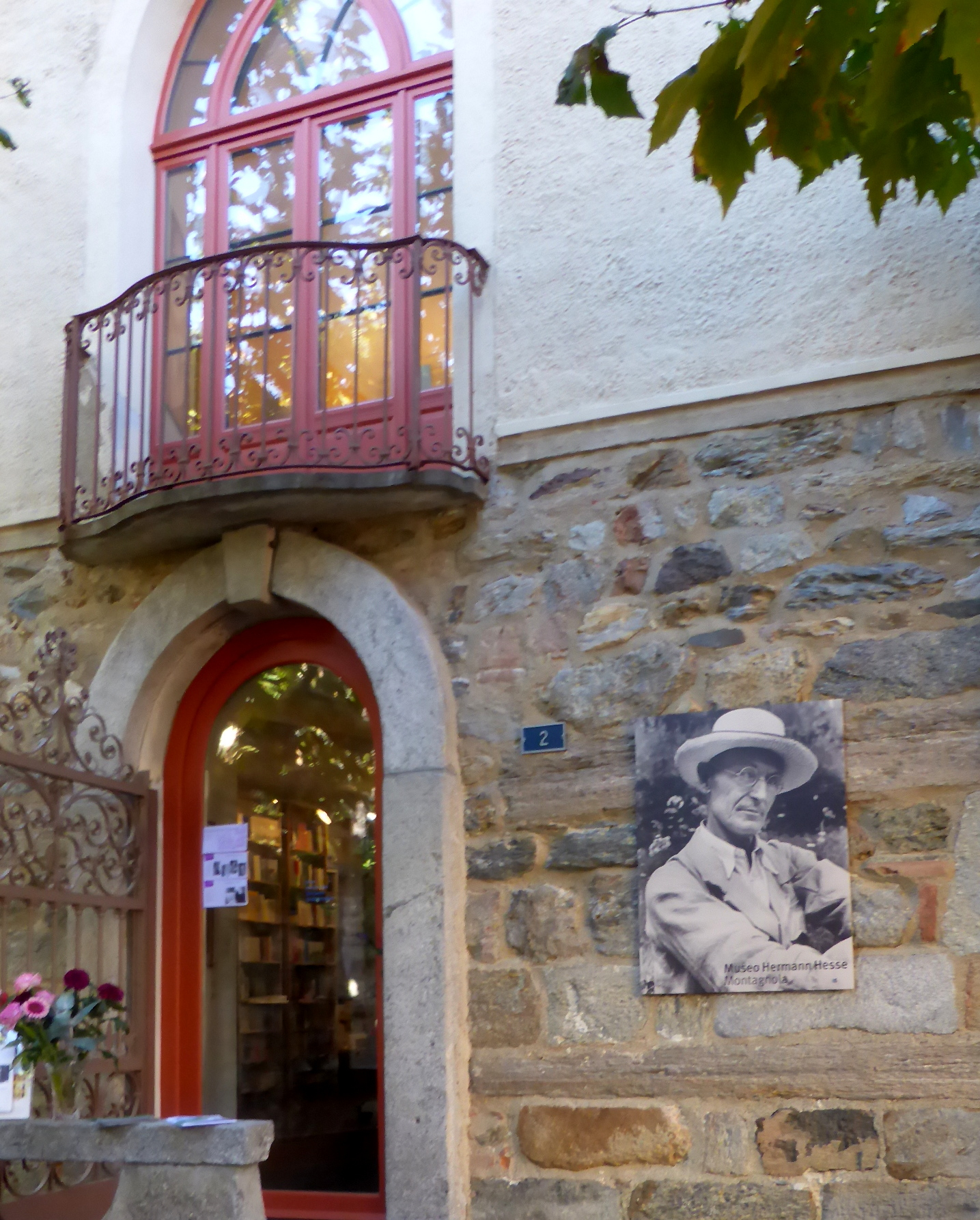
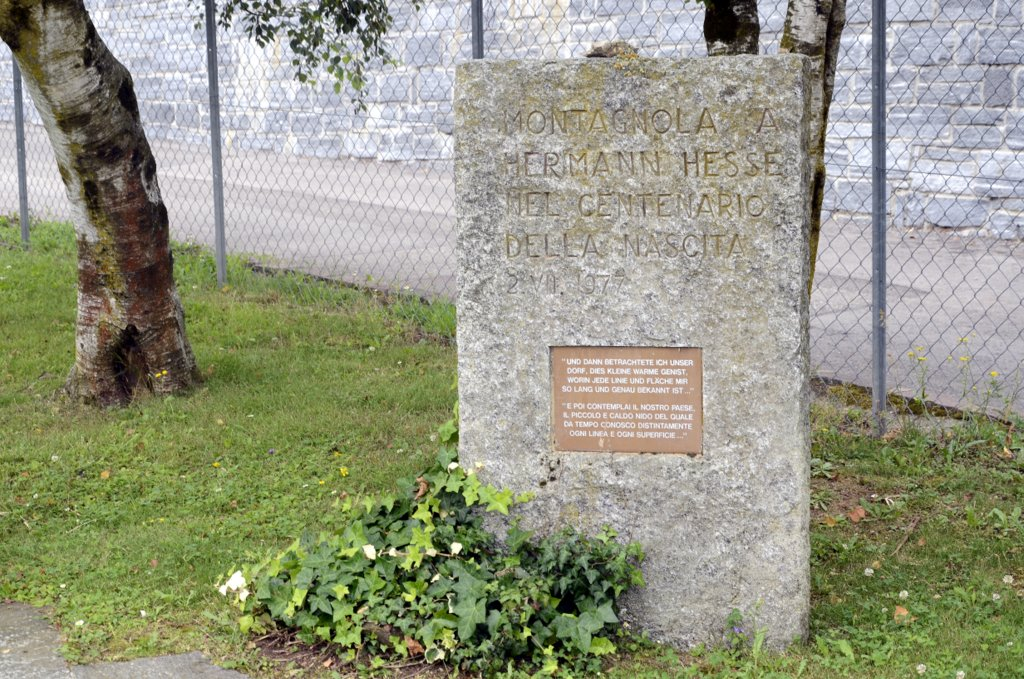

## Organizzazione
Il museo Hermann Hesse di Montagnola dal 2000 è gestito dalla Fondazione Hermann Hesse; all'interno dei membri della fondazione vi sono rappresentanti della famiglia Hesse, dal Comune di Collina d'Oro e dalla Città di Lugano.